# Grande Depressão (século XV)
Entre as décadas de 1430 e 1480, ocorreu uma profunda depressão que abalou a economia da Inglaterra.

## Histórico
A desaceleração econômica começou na década de 1430 no norte do país, estendendo-se para o sul na década de 1440, com a economia não se recuperando até a década de 1480. Essa Grande Depressão ocorreu em um contexto de uma crise comercial mais ampla no norte da Europa, impulsionada pela escassez de prata, essencial para a oferta de dinheiro, e um colapso no comércio. Uma das causas dessa escassez de prata foi o fato de que, a partir de 1368, na China, a Dinastia Ming começou a adotar uma reforma econômica que voltou a adotar uma moeda de prata em substituição à moeda fiduciária que era adotada pela Dinastia Iuã.
Alguns estudiosos, se referem ao fenômeno como uma “crise de crédito”.
Alguns estudiosos entendem que a principal causa da crise teria sido a Guerra dos Cem Anos que causou bloqueios econômicos contra produtos ingleses, além dos conflitos com a Espanha e a Liga Hanseática, também prejudiciais ao comercio.
Outra causa apontada são as quebras de safra na década de 1430 e doenças entre o gado, que elevaram o preço dos alimentos e prejudicaram a economia em geral.
O impacto da Grande Depressão foi de longo alcance em toda a Inglaterra. Certos setores econômicos foram particularmente afetados: as exportações de tecidos caíram 35% em apenas quatro anos no final da década de 1440, caindo até 90% em algumas partes do Sudoeste. Os preços dos bens comerciais restantes também caíram drasticamente.
Nesse contexto, eclodiram rebeliões populares, como a liderada por Jack Cade, em 1450, e a crise foi uma das causas da Guerra das Rosas, que teve início na década de 1460.
Uma das maneiras pelas quais os mercadores ingleses sobreviveram à Grande Depressão foi através da formação de redes comerciais, que lhes permitiram se organizar em grandes conglomerados. Isso permitiu o acesso ao ouro necessário para financiar as empresas.